# Giuseppina Vitali
Giuseppina "Fifina" Vitali-Augusti (Odessa, llavors Imperi Rus, 1 de març de 1845 - Roma, 15 de febrer de 1915) fou una soprano operística i compositora italiana.

## Biografia
Fou filla de Raffaele Vitali, un famós tenor nascut a Cerreto d'Esi, i de Claudia Ferlotti, natural de Bolonya, que també fou una coneguda soprano. El seu pare Raffaele, després d'acabar la carrera de tenor es va dedicar a la professió d’agent i a ensenyar el cant. El matrimoni va obrir una escola de cant a Bolonya i van donar formació musical a Giuseppina. Ella va estudiar també a Bolonya amb el seu oncle matern Raffaele Ferlotti, un cantant que havia interpretat la segona òpera de Giuseppe Verdi, Un giorno di regno, en el paper protagonista del Cavaliere di Belfiore a La Scala de Milà el 1840. Un germà del pare, Niccola "Niccolino" fou un famós baix còmic.
Giuseppina va debutar l'any 1863 a Mòdena, en el paper de Gilda de l'òpera Rigoletto de Giuseppe Verdi. Aquell any actuà a Bolonya, en l'òpera Poliuto de Gaetano Donizetti, i a Forlì. El 1864 actuà a Londres, ciutat que visitaria constantment. Va cantar també a Liverpool, Warrington i més tard a Colònia, Aquisgrà, Frankfurt i Hamburg. Va obtenir les millors crítiques a París, elogiada pels diaris de l’època, i va poder conèixer en privat el mestre Gioachino Rossini, el maig de 1865, el qual estimulat per l’actuació de Vitali en el paper de Desdemona, va introduir variacions personalitzades de l’ària de La gazza ladra. Verdi també l'escoltà al llarg de la temporada parisenca entre el 28 de novembre de 1865 i el 16 de març de 1866, lloant-la per la caracterització i la interpretació vocal.
Va actuar al Gran Teatre del Liceu de Barcelona en la temporada 1866-1867, cantant les òperes Faust de Charles Gounod, Rigoletto de Verdi i Beatrice di Tenda de Vincenzo Bellini, Don Pasquale de Gaetano Donizetti, La traviata de Verdi, La sonnambula de Bellini, La gazza ladra de Rossini i Lucia di Lammermoor de Donizetti.
El 1871 va actuar al Caire i hi va conèixer el seu futur marit, el tenor romà Augusto Paoletti, conegut artísticament com a Paolo Augusti, un cognom que esdevindria part del nom artístic de Giuseppina. Es van casar l'abril d'aquell any i van gaudir d'un feliç matrimoni del qual naixeran tres filles: Claudina, que va morir molt petita, Ida i Augusta. Augusto va morir el 1887 a conseqüència d’una caiguda d’un cavall.
Va actuar en la temporada 1878-1879 del Teatro Real de Madrid, cantant les òperes Rigoletto, La traviata, Linda di Chamounix de Donizetti, Faust de Gounod, Crispino e la comare dels germans Luigi i Federico Ricci, I puritani de Bellini, Le donne curiose d'Emilio Usiglio i Lucia di Lammermoor. Va actuar en la temporada 1881-1882 del nou al Teatro Real de Madrid, cantant les òperes Rigoletto, Amleto (Hamlet, cantada en italià) d'Ambroise Thomas, Faust de Gounod, Linda di Chamounix, Fra diavolo de Daniel Auber i Lohengrin de Richard Wagner, aquesta darrera en la seva estrena a la ciutat de Madrid.
Va tornar a actuar al Gran Teatre del Liceu en la temporada 1883-1884, cantant les òperes Faust de Gounod, Amleto i Mignon, ambdues d'Ambroise Thomas, i Mefistofele d'Arrigo Boito.
El 1892 va tornar a actuar i va obtenir nous èxits a Otello i La traviata, ambdues òperes de Verdi.
Va ser contractada per a la temporada 1893-1894 del Gran Teatre del Liceu de Barcelona, però no va arribar a cantar: l'esclat d'una bomba durant la representació de l'òpera Guillaume Tell de Rossini, a la qual ella no participava, provocà el tancament del teatre durant les obres de restauració. Giuseppina, molt afectada emotivament, es va retirar dels escenaris.
Al llarg de la seva carrera va cantar a Roma, Florència, Nàpols, Alemanya, Espanya, França i Rússia. Pel que fa al seu repertori, incloïa les òperes Il trovatore de Verdi, La sonnambula de Vincenzo Bellini i Il barbiere di Siviglia de Gioachino Rossini, entre d'altres.
Poc després es va retirar definitivament dels escenaris per dedicar-se únicament a l'ensenyament del cant i escriure poemes i cançons. Una de les seves alumnes va ser la soprano Elisa Petri.